# Lelia Masaga
Lelia Masaga (* 30. August 1986 in Wellington, Neuseeland) ist ein professioneller Rugby-Union-Spieler, der für Counties Manukau im Air New Zealand Cup spielt und für die Chiefs in der Super 14. Er spielt auf der Position des Außendreiviertels. Sein Spitzname lautet Flash. Der bisherige Karrierehöhepunkt war die Berufung in die neuseeländische U-21-Nationalmannschaft im Jahr 2006 für die Rugby-Junioren-Weltmeisterschaft in Frankreich. Dort legte Masaga mit sieben Versuchen die meisten in diesem Turnier.
Die kontroverse Entscheidung der New Zealand Rugby Football Union (NZRFU) Stammnationalspieler zu „rekonditionieren“, um sie somit besser auf die Weltmeisterschaft 2007 vorzubereiten, ermöglichte Masaga seine Position innerhalb der Mannschaft der Chiefs zu festigen, da unter den „rekonditionierten“ Spielern auch seine Mannschaftskollegen Sitiveni Sivivatu und Mils Muliaina waren. Trotz früher Niederlagen in der Super-14-Saison 2007, zeigten die Trainer Ian Foster und Warren Gatland Geduld und vertrauten dem jungen Außendreiviertel, der im weiteren Verlauf eine beachtenswerte Saison spielte. Am Ende der regulären Spielzeit hat er in diesem Turnier insgesamt acht Versuche gelegt. Seine gute Form behielt er auch in der diesjährigen Super 14 und legte mit wiederum acht Versuchen diesmal die meisten der Saison.
Masaga gab am 27. Juni 2009 sein Debüt für die All Blacks im Spiel gegen Italien.